# Himalcoelotes xizangensis
Himalcoelotes xizangensis är en spindelart som först beskrevs av Hu 1992.  Himalcoelotes xizangensis ingår i släktet Himalcoelotes och familjen mörkerspindlar. Inga underarter finns listade i Catalogue of Life.